# Tommy Danielsson (Snowboarder)
Tommy Danielsson (* 1980) ist ein ehemaliger schwedischer Snowboarder. Er startete in den Disziplinen Halfpipe und Snowboardcross.

## Werdegang
Danielsson, der für den Leksands SBC startete, nahm im März 1998 in Tandådalen erstmals am Snowboard-Weltcup der FIS teil und errang dabei den 18. Platz in der Halfpipe. In der Saison 1998/99 erreichte er mit Platz 43 im Snowboardcross-Weltcup und Rang 13 im Halfpipe-Weltcup seine besten Gesamtergebnisse im Weltcup. Bei den Juniorenweltmeisterschaften 1999 auf der Seiser Alm wurde er Zwölfter in der Halfpipe. In der folgenden Saison kam er mit drei Top-Zehn-Platzierungen auf den 16. Platz im Halfpipe-Weltcup und bei den Juniorenweltmeisterschaften 2000 in Berchtesgaden auf den sechsten Platz in der Halfpipe. Im März 2002 erreichte er in Tandådalen mit dem sechsten Platz in der Halfpipe seine beste Platzierung im Weltcup. Im folgenden Jahr wurde er in Idre schwedischer Meister in der Halfpipe. Seinen 44. und damit letzten Weltcup absolvierte er im März 2004 in Bardonecchia, welchen er auf dem 16. Platz in der Halfpipe beendete.

## Weltcup-Gesamtplatzierungen
| Saison    | Gesamt | Gesamt | Halfpipe | Halfpipe | Snowboardcross | Snowboardcross |
| Saison    | Punkte | Platz  | Punkte   | Platz    | Punkte         | Platz          |
| --------- | ------ | ------ | -------- | -------- | -------------- | -------------- |
| 1998/99   | 246    | 46.    | 1490     | 13.      | 180            | 43.            |
| 1999/2000 | 153    | 61.    | 1654     | 16.      | 22             | 127.           |
| 2000/01   | –      | –      | 170      | 69.      | 22             | 86.            |
| 2001/02   | –      | –      | 400      | 57.      | 50             | 73.            |
| 2002/03   | –      | –      | 470      | 39.      | –              | –              |
| 2003/04   | 49     | 17.    | 168      | 70.      | 269            | 46.            |